# Aracana aurita

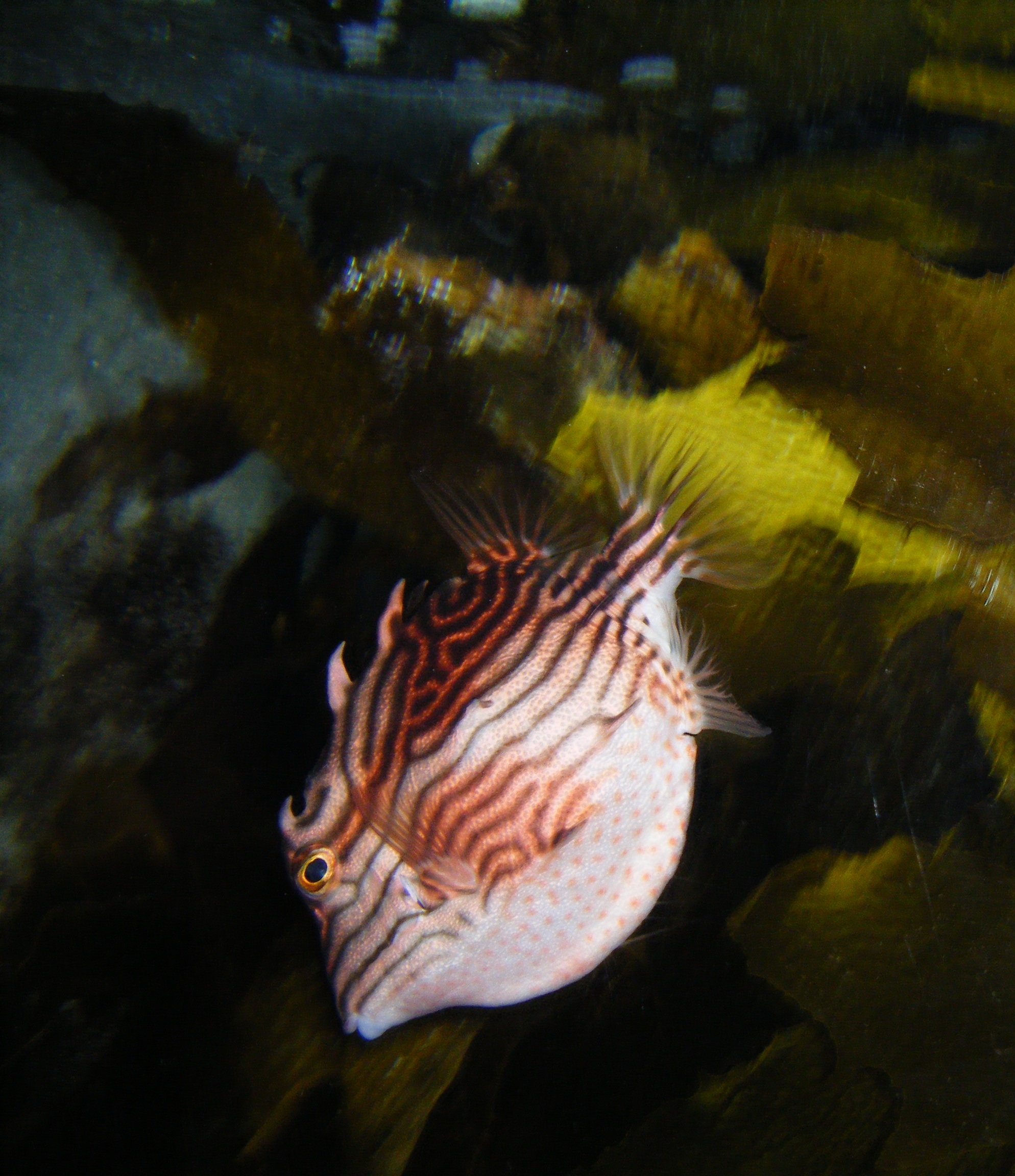
Esemplare femminile nell'acquario di Sydney

Aracana aurita (Shaw, 1798) è un pesce osseo marino appartenente alla famiglia Aracanidae diffuso nell'oceano Indiano orientale.

## Descrizione
Come altri aracanidi, presenta un scheletro esterno formato da piastre ossee (carapace) che gli dà la caratteristica forma squadrata; non supera i 20 cm. La pinna caudale ha il margine arrotondato.
In questa specie il dimorfismo sessuale è molto evidente: gli esemplari giovanili e le femmine sono striati di bianco, mentre i maschi presentano striature e macchie di un azzurro acceso; lo sfondo si mantiene sempre sull'arancione-brunastro. Si può distinguere dal congenere Aracana ornata grazie alle striature più sottili e orizzontali nelle femmine e all'assenza di un ringonfiamento sul muso nei maschi; A. ornata presenta inoltre escrescenze di maggiori dimensioni al di sopra degli occhi.

## Biologia

### Comportamento
Generalmente solitario.

### Alimentazione
È carnivoro e si nutre di invertebrati bentonici  (soprattutto anellidi e crostacei) che snida soffiando getti d'acqua sui sedimenti.

### Riproduzione
Non sono presenti cure parentali nei confronti delle uova.

## Distribuzione e habitat
È diffuso nelle acque della Tasmania e del sud dell'Australia (da Kalbarri a Newcastle), fino a 200 m di profondità. Vive soprattutto in zone ricche di detrito, sia su fondali rocciosi che in praterie marine ed estuari.